# 그랬나봐
〈그랬나봐〉는 2003년에 발표된 김형중의 노래이다. 노래 속 화자가 짝사랑하는 여성에 대한 감정을 각각 ‘향기’, ‘동네’, ‘이메일’에 빗대면서, 끝끝내 자신의 사랑을 고백하는 내용을 담은 곡이다. 김형중은 해당 곡을 통해 MBC  《음악캠프》에서 4주 연속으로 1위를 수상했으며, 이후 먼데이키즈, 장우람 등이 이 노래를 커버하면서 더 많이 알려지기 시작했다.

## 가사
많은 친구 모인 방 그 속에서
늘 있던 자리에 니가 가끔 보이지 않을때
내가 좋아했던 너의 향길 맡으면 
혹시 니가 아닐까 고개 돌려 널 찾을 때 
우연히 너의 동넬 지나갈때면 
어느새 니 얼굴 자꾸 떠오를때 
그랬나봐 나 널 좋아하나봐 
하루하루 니 생각만 나는걸 
널 보고 싶다고 잘할 수 있다고 
용기내 전활 걸고 싶었는데 
그게 잘 안돼 바보처럼 

우연히 너의 메일을 알게 되면서
모니터 앞에 널 밤새 기다릴때 
그랬나봐 나 널 좋아하나봐 
하루하루 니 생각만 나는걸 
널 보고 싶다고 잘할 수 있다고 
용기내 전활 걸고 싶었는데 그게 잘 안돼
말하지 못한 막막함을 너는 알고 있을까 
오랫동안 기다려온 사람 내 앞에 숨쉬고 있는걸 
그랬나봐 나 널 좋아하나봐 
하루하루 니 생각만 나는걸 
널 보고 싶다고 잘할 수 있다고 
용기내 전활 걸고 싶었는데 그게 잘 안돼
넌 언제나 나를 꿈꾸게 하지 
지금보다 더 좋은 남자 되고 싶다고
널 만나러 가는 이 시간 난 연습해 
그토록 오랜 시간 가슴 속에 숨겨왔던 말
사랑해